# Episparina charassota
Episparina charassota là một loài bướm đêm trong họ Noctuidae.